# William Anthony McGuire
William Anthony McGuire (Chicago, 9 luglio 1881 – Beverly Hills, 16 settembre 1940) è stato un commediografo, produttore teatrale, sceneggiatore cinematografico statunitense.

## Filmografia

### Sceneggiatore
- The Devil, the Servant and the Man, regia di Frank Beal - cortometraggio (1912)
- The Three Wise Men, regia di Colin Campbell - cortometraggio (1913)
- The Sky Hunters - cortometraggio (1915)
- Why Love Is Blind, regia di George Nichols - cortometraggio (1916)
- The Devil, the Servant, and the Man, regia di Frank Beal - cortometraggio (1916)
- The Three Wise Men, regia di Colin Campbell - cortometraggio (1916)
- Tangled Fates, regia di Travers Vale (1916)
- Playthings of Passion, regia di Wallace Worsley (1919)
- Six Cylinder Love, regia di Elmer Clifton (1923)
- Tin Gods, regia di Allan Dwan (1926)
- L'irresistibile (Kid Boots), regia di Frank Tuttle (1926)
- Twelve Miles Out, regia di Jack Conway (1927)
- Whoopee (Whoopee!), regia di Thornton Freeland (1930)
- Don't Bet on Women, regia di William K. Howard (1931)
- 6 Cylinder Love, regia di Thornton Freeland (1931)
- ¿Conoces a tu mujer?, regia di David Howard (1931)
- Skyline
- She Wanted a Millionaire
- Disorderly Conduct
- La scomparsa di miss Drake (Okay America!)
- Il re dell'arena
- Out All Night
- Il bacio davanti allo specchio
- Il museo degli scandali
- King for a Night
- I Believed in You
- Let's Be Ritzy
- E adesso pover'uomo?
- Money Means Nothing
- Embarrassing Moments
- Il paradiso delle fanciulle (The Great Ziegfeld), regia di Robert Z. Leonard (1936)
- Il mio amore eri tu (Suzy)
- Rosalie, regia di W. S. Van Dyke (1937)
- Il grido interrotto
- The Honeymoon's Over
- Il romanzo di Lilian Russell
- Le fanciulle delle follie

### Produttore
- Rosalie, regia di W. S. Van Dyke (1937)
- La città dell'oro (The Girl of the Golden West), regia di Robert Z. Leonard (1938)